# Chiostro di Santa Maria di Piedigrotta
Il chiostro di Santa Maria di Piedigrotta è un chiostro monumentale di Napoli appartenente al complesso di Santa Maria di Piedigrotta e ubicato in piazza Piedigrotta.
Annesso nel 1450 alla chiesa di Piedigrotta, edificata almeno un secolo prima, fu costruito su commissione della famiglia Gaetani, la quale sostenne le opere di rifacimento del complesso religioso. Le modifiche apportate nel corso della seconda metà del XV secolo furono ampliate e adattate per l'esigenza dei frati.
Di forma rettangolare il chiostro, lungo trenta e largo ventisei metri, è delimitato da otto arcate per sei, poggianti su un muretto alto sessanta centimetri. Le sottili colonne, poste ai margini delle arcate, hanno un diametro di sessanta centimetri. I capitelli, riferibili allo stile composito, differiscono gli uni dagli altri e ciascuno di essi ha il suo riferimento nei peducci che ornano il muro perimetrale dell'ambulacro. Il vertice delle volte a crociera, con lunette sollevate, dista cinque metri dal pavimento del corridoio.
Il ruolo preminente di Onorato II Caetani (Gaetani d'Aragona), conte di Fondi, nella costruzione del pian terreno del chiostro è attestato dagli stemmi Gaetani d'Aragona che ornano i capitelli delle colonne e i peducci situati ai quattro angoli del chiostro stesso. Il progetto delle decorazioni è attribuito a Tommaso Malvito, al quale la stessa famiglia commissionò diverse opere a Fondi, nonché il portale marmoreo della chiesa dell'ospedale dell'Annunziata a Napoli.
Nel XVI secolo, con l'aggiunta di un ulteriore piano,  le colonne portanti del pianterreno vennero rinforzate con pilastri che modificarono l'aspetto del chiostro quattrocentesco. Nel 1865 i lateranensi vennero espulsi dal convento destinato a sede dell'ospedale della Marina Militare.